# Kolinje
Svinjokolja (ili kolinje, kod bačkih Bunjevaca disnotor), godišnji tradicijski običaji klanja svinja raširen u mnogim područjima Europe: ruralnim područjima kontinentalne Hrvatske (osobito Slavonije i Baranje te Dalmatinske zagore), Srbije, Crne Gore, Bosne i Hercegovine, Mađarskoj (disznóvágás), Češkoj (zabijačka), Slovačkoj (zabíjačka), Grčkoj, Italiji (maialata), Moldaviji, Rumunjskoj (tăiatul porcului, Ignat), Sloveniji (koline), Portugalu (matança), Španjolskoj (matanza), Ukrajini i drugdje. Klanje počinje nastupom hladnijih dana u studenome.
Običaj je naročito tradicija panonskih krajeva — Slavonije, Baranje, Srijema, Bačke, Vojvodine, Posavine, Podravine. Obično se obavlja u zimskim mjesecima, studenomu ili prosincu. Zadržali su se još uvijek u starim kućanstvima kao tradicija ili u kućanstvima koji slijede običaje življenja i gastronomije lokalnog područja. Glavni proizvodi klanja su sušeno dimljena kobasica, krvavica, kulen, šunka, čvarci prženi u vlastitoj masti dobiveni topljenjem. Tako dobivene proizvode mjesno stanovništvo začinjava prema vlastitom ukusu i procesu sušenja ili dimljenja što je proizvod vlastitog ukusa pojedinca.